# Scalable Vector Graphics
SVG (ang. Scalable Vector Graphics), po polsku „skalowalna grafika wektorowa” – uniwersalny format dwuwymiarowej grafiki wektorowej (statycznej i animowanej), nieobwarowany licencjami i patentami.

Przykładowa grafika SVG

Format SVG powstał z myślą o zastosowaniu na stronach WWW. Używany jest również jako niezależny od platformy systemowej format grafiki wektorowej. SVG należy do rodziny XML, więc może być integrowany z innymi językami, jak na przykład XHTML.
Dokumenty SVG posiadają rozszerzenia: .svg oraz .svgz (dokument SVG skompresowany w formacie gzip) oraz mają przypisany typ MIME: image/svg+xml (dawniej image/svg-xml).

## Rozwój
SVG został stworzony w 1999 przez jedną z najważniejszych organizacji zajmujących się standardami w Internecie – W3C. W 2001 uzyskał status rekomendacji W3C.
Prace nad jego specyfikacją są jawne i nie podlegają żadnym prawom patentowym.

## Możliwości
W SVG oprócz standardowych obiektów (prostokąty, elipsy, krzywe) można opisywać efekty specjalne (filtry), maski przezroczystości, wypełnienia gradientowe itp. W SVG można też opisać sposób animacji elementów za pomocą standardowych dla SMIL elementów i właściwości.
SVG pozwala na użycie języków skryptowych (np. JavaScript), szablonów stylów (CSS), a także na rozszerzanie funkcjonalności przez dodanie własnych elementów i właściwości przy pomocy standardowych technik XML (przestrzenie nazw). Również w drugą stronę – SVG może być użyty wewnątrz innego dokumentu (aplikacji XML), np. XHTML, MathML.
Istnieje szansa, że SVG zastąpi w niektórych zastosowaniach format grafiki wektorowej Adobe Flash. Ma nad nim tę przewagę, że lepiej integruje się z dokumentami HTML. Nie zawiera jednak obsługi treści multimedialnych (audio, wideo) i przesyłania strumieniowego (odpowiedni standard do tego celu to SMIL).

## Oprogramowanie
Jego obsługa jest zaimplementowana w przeglądarce Amaya, której rozwój wspiera W3C, oraz m.in. w przeglądarkach: Google Chrome, Firefox, Microsoft Edge, Internet Explorer, Opera, Vivaldi i Safari. Dla przeglądarek internetowych, które nie obsługują SVG, potrzebna jest wtyczka (np. nierozwijany już Adobe SVG Viewer).
Wraz z pojawieniem się HTML5 obsługa wektorowych grafik i animacji SVG na stałe standardowo pojawia się w przeglądarkach internetowych.
Do tworzenia grafiki w formacie SVG można użyć:
- wolnych programów, na przykład Inkscape, Karbon14, Sodipodi, Sketch (SVG jest ich naturalnym formatem),
- dowolnego edytora tekstu
- własnych programów tworzących ręcznie plik SVG[3]